# Герб Тирасполя
Герб Тирасполя — символ міста Тирасполя. Затверджений в березні 1978 року. Автор — Віктор Леонідович Вакарєв.

## Опис
У верхній частині герба на тлі укріпленої стіни на золотому полі додано дату заснування міста «1792». В правій частині на червоному тлі зображено золоте зубчасте колесо, в лівій частині на зеленому тлі — золоте гроно винограду. Хвилі, які проходять з лівого верхнього кута, символізують річку Дністер, на берегах якої розташоване місто.
Кольори тла є кольорами державного прапора Придністровської Молдавської республіки.
Червоний символізує впевненість, енергію, силу, сміливість, життєлюбність, зелений — надію, ніжність, м'якість, рівновагу, зростання, синьо-блакитний — правду, істину, авторитетність, надійність, золотий — відкритість, новизну, сяйво, благополуччя.

## Історія
Перший герб затверджений 7 листопада 1847 року Величним рескриптом Миколи І. За традицією того часу герб отримав форму французького щита — подовжений прямокутник з вістрям внизу. Вгорі розташований двоголовий орел з розпростертими крилами. В правій нозі він тримає лаврову гілку, в лівій — знак вогню. Це герб Херсонської губернії 1803 року.
Цеглинки в гербі міста означають фортечну стіну, а жолуді — знак того, що навколо міста розташовувалося безліч дубових лісів. Укріплена стіна символізує фортецю, біля якої збудований Тирасполь. Кольори, які були використані на гербі, мають своє значення: золоте тло — багатство, чорне — розсудливість і смиренність, червоне — гідність і могутність.
У 1868 році складено новий проект герба Тирасполя: в срібному щиті червлена стінна зубчаста перев'язь з срібними швами, яка супроводжується в кутах 2 зеленими жолудями, у вільній частині щита герб Херсонської губернії, щит увінчаний срібною баштової короною і оточений золотим колоссям, з'єднаними Олександрівською стрічкою.
Сучасний герб затверджений в березні 1978 року. На сучасному гербі відсутній герб Херсонської губернії, але збережено укріплену стіну. Також збережено форму французького щита, пропорції і умовні поділи.

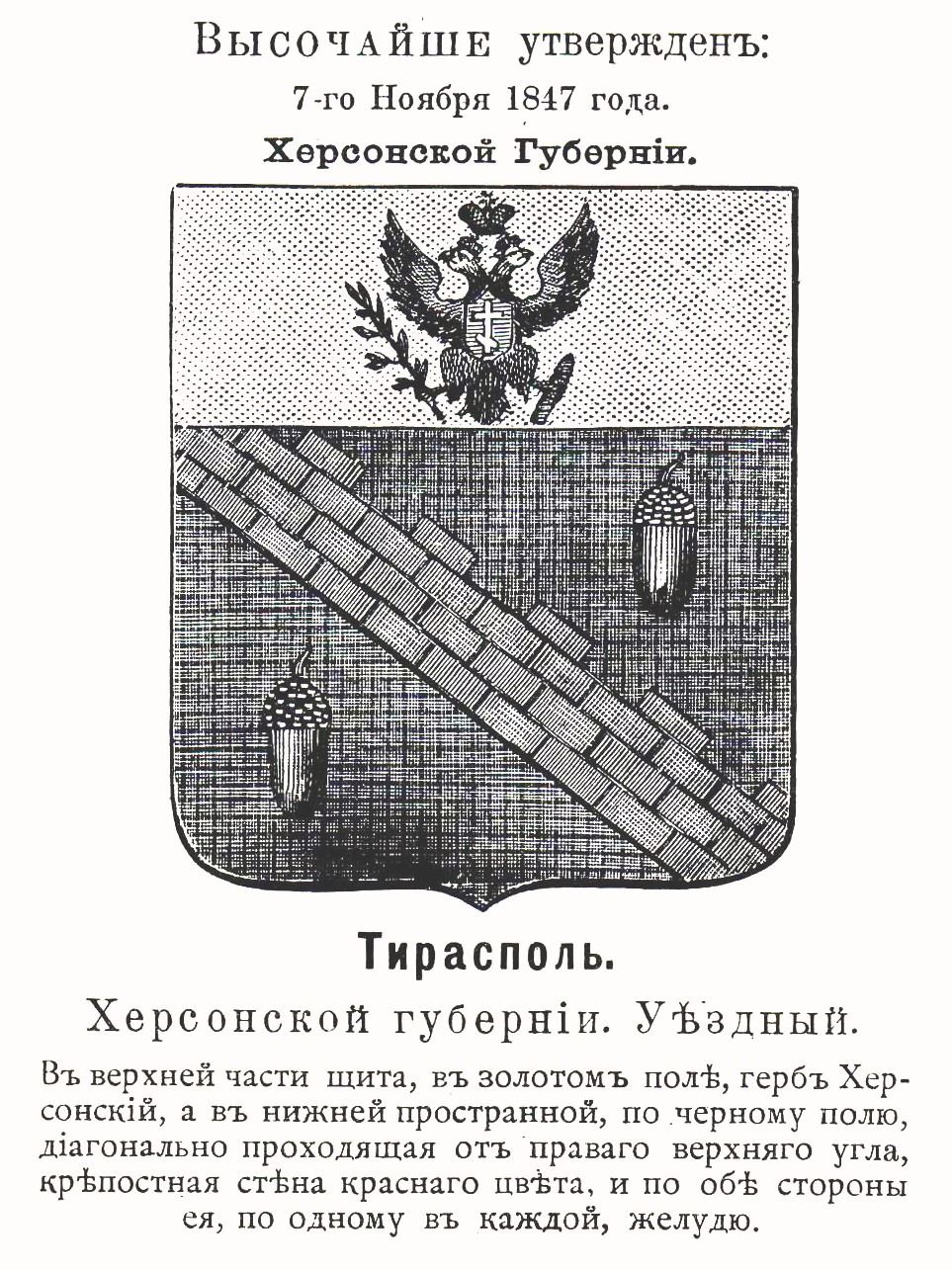
Герб 1847 року
Герб 1868 року
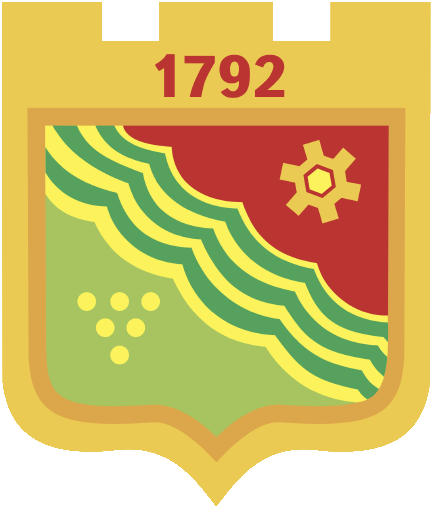
Герб 1978 року